# N59A
| N59A                                                                                       | N59A                           |
| ------------------------------------------------------------------------------------------ | ------------------------------ |
| Aufnahme des Very Large Telescope; links, oberhalb der Bildmitte NGC 2035, rechts NGC 2032 |                                |
| Aufnahme des Very Large Telescope. Links, oberhalb der Bildmitte NGC 2035, rechts NGC 2032 |                                |
| Beobachtungsdaten Äquinoktium: J2000.0, Epoche: J2000.0                                    |                                |
| Sternbild                                                                                  | Dorado                         |
| Rektaszension                                                                              | 05h 35m,4                      |
| Deklination                                                                                | −67° 35′                       |
| Physikalische Daten                                                                        |                                |
| Zugehörigkeit                                                                              | Große Magellansche Wolke, LMC4 |
| Entfernung                                                                                 | ca. 160 kLj                    |
| Weitere Bezeichnungen                                                                      |                                |
| MC 64, Molonglo 0535-676A                                                                  |                                |

N59A ist ein H-II-Gebiet in der großen Magellanschen Wolke am südöstlichen Rand der Superblase LMC4.
Die zwei hellen Knoten im Zentrum des Nebels sind als NGC 2032 und NGC 2035 verzeichnet. Sie erscheinen infolge eines dazwischen verlaufenden Streifens aus interstellarem Staub als getrennte Bereiche.